# هنري غرين (عسكري)
هنري غرين (بالإنجليزية: Henry Green)‏ هو عسكري جنوب أفريقي، ولد في 15 مايو 1872، وتوفي في 1935.